# 桂阳路
桂阳路，元朝时设置的路。
至元十四年（1277年），升桂阳军置，治所在平阳县（今湖南省桂阳县）。属湖广行省湖南道宣慰司。辖境相当今湖南省桂阳、嘉禾、临武、蓝山等县。明朝洪武元年（1368年）改为桂阳府。